# Lockheed F-94 Starfire
Il Lockheed F-94 Starfire era un caccia intercettore ognitempo biposto a getto prodotto dall'azienda statunitense Lockheed Corporation negli anni cinquanta.
Caratterizzato dall'aspetto convenzionale, con configurazione ad ala dritta, e dalla velocità massima subsonica, fu il primo del suo genere che avesse capacità d'intercettazione notturna. L'F-94 prestò servizio principalmente nella United States Air Force (USAF) e venne impiegato in azioni belliche durante la guerra di Corea.

## Storia del progetto
Al termine della seconda guerra mondiale ed a seguito del progressivo deterioramento dei rapporti diplomatici tra gli Stati Uniti d'America e l'Unione Sovietica, l'apparato difensivo del territorio nordamericano sentì l'esigenza di dotarsi di nuovi e più efficienti mezzi per contrastare la possibilità di violazioni del proprio spazio aereo da parte di velivoli della Sovetskie Voenno-vozdušnye sily (VVS) (la componente aerea delle forze armate sovietiche) ed in particolare del bombardiere strategico Tupolev Tu-4 "Bull", noto dal 1947 ed in grado di trasportare armamenti atomici. A questo scopo, nei tardi anni quaranta, venne emessa una specifica per un nuovo modello da utilizzare nel ruolo di caccia intercettore ognitempo per sostituire il Northrop P-61 Black Widow allora in servizio, considerato oramai superato.
Il nuovo progetto, derivato da quello del TF-80 (in seguito ridenominato T-33), venne rapidamente rielaborato per far sì che potesse ospitare un sistema radar (affidato al secondo membro dell'equipaggio). Il primo volo di un TF80-C modificato per accogliere un simulacro del radar di futura installazione, avvenne il 16 aprile del 1949 cui fece seguito il primo prototipo (designato YF-94) il 1º luglio successivo; i primi esemplari (nella versione di serie denominata F-94A) vennero consegnati prima della fine dello stesso anno.

## Tecnica

### Cellula
Lo Starfire ereditava nel complesso la struttura del TF-80/T-33: si trattava quindi di un velivolo dalla struttura completamente metallica, dotato di ala dritta, di pianta trapezoidale; anche gli impennaggi erano di tipo tradizionale, con lo stabilizzatore collocato alla base della deriva.
Il carrello d'atterraggio era di tipo triciclo anteriore, con gli elementi principali incernierati nelle semiali e rientranti verso il centro del velivolo.
Il motore era disposto nel tronco posteriore della fusoliera; le prese d'aria sporgevano dai lati della fusoliera, sotto la cabina di pilotaggio, all'altezza del bordo d'entrata delle ali.

### Motore
Sulle prime due versioni di serie (F-94A e F-94B) venne installato il turbogetto con compressore centrifugo Allison J33-A-33, dotato di postbruciatore alloggiato nel cono terminale della fusoliera.
L'ultima versione dello Starfire venne invece equipaggiata con il più potente Pratt & Whitney J48-P-5, anch'esso con compressore di tipo centrifugo e dotato di postbruciatore.

### Armamento
Destinato a fungere da intercettore puro, lo Starfire era privo di armamento di caduta; la prima versione era equipaggiata con quattro mitragliatrici calibro 0.5 in (pari a 12,7 mm). Negli esemplari della versione C furono installati ventiquattro razzi aria-aria non guidati, disposti ad anello intorno al radome installato all'estremità di prua contenente il radar; altri due contenitori per razzi aria-aria (da dodici razzi ciascuno) potevano essere installati sulle semiali.
Questi razzi erano del tipo Mk4/Mk40 Folding-Fin Aerial Rocket (dall'inglese razzi aerei con deriva ripiegabile), calibro 2.75 in (70 mm).

### Sistemi
Le prime due versioni dello Starfire erano equipaggiate con il sistema di puntamento computerizzato Hughes E-1 costituito dal radar AN/APG33 (derivato dall'AN/APG3 impiegato nella torretta di coda del Convair B-36) e dal puntatore computerizzato Sperry A-1C. Nella versione F-94C venne installata una versione aggiornata, denominata Hughes E-5.

## Impiego operativo
L'F-94A entrò in linea agli inizi del 1950, ma problemi ai propulsori (in particolare legati al corretto funzionamento del postbruciatore) ne limitarono l'impiego. Con il completamento del 110º esemplare, la produzione passò al modello F-94B, sul quale gran parte dei problemi era stata risolta. Questa seconda versione fu realizzata in 351 esemplari che entrarono in linea a partire da metà 1951.
Alcuni reparti equipaggiati con l'F-94 combatterono in Corea: inizialmente il loro impiego in territorio nemico venne proibito, onde evitare che eventuali abbattimenti consentissero al nemico l'acquisizione dell'avanzata tecnologia di intercettazione. Durante il mese di gennaio del 1953 tale limitazione venne rimossa: il 30 gennaio si registrò il primo abbattimento da parte di un F-94, ai danni di un Lavochkin La-9.
In seguito l'F-94 divenne il primo velivolo a distruggere un aereo nemico con il solo ausilio della strumentazione di intercettazione; tra i successi vennero annoverati anche diversi abbattimenti di MiG. Il servizio di prima linea degli F-94B con l'USAF durò fino al 1954, poi gli aerei vennero passati all'Air National Guard che li tenne in servizio ancora per alcuni anni.

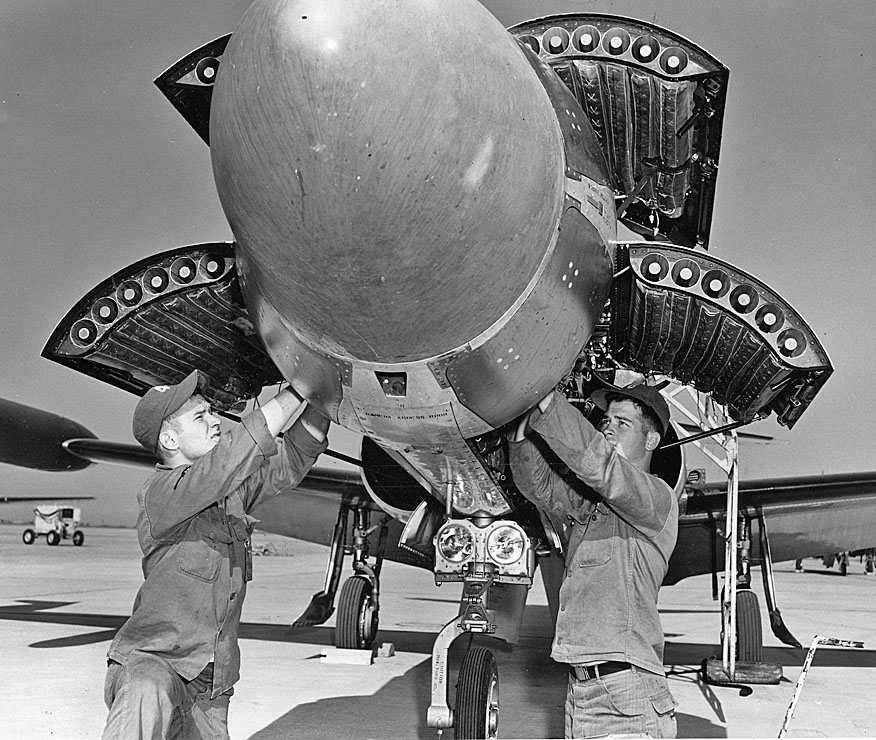
dettaglio dell'armamento di un F-94C basato su razzi da 2.75 in (70 mm) FFAR.

Già nel corso del 1951 fu realizzata la variante definitiva, denominata F-94C (inizialmente l'unica a ricevere ufficialmente il nome di Starfire, in seguito esteso a tutta la produzione), con la quale vennero introdotte considerevoli modifiche alla struttura del velivolo: la capacità di carburante veniva portata fino a circa 6 000 l totali, garantendo così un sensibile incremento del raggio d'azione. L'ala, inoltre, aveva maggiore apertura e superficie. Per finire, la propulsione venne affidata ad un nuovo motore, il Rolls-Royce Tay prodotto su licenza dalla Pratt & Whitney come modello J48; contemporaneamente le prese d'aria, sempre ricavate vicino al bordo d'attacco delle ali, erano ingrandite per consentire un maggiore flusso d'aria. Il nuovo motore garantì l'incremento della velocità massima del velivolo; fonti dell'epoca attribuiscono all'F-94C la capacità di superare la velocità del suono.
Il sistema di controllo del tiro, come detto, era lo Hughes E-5 interfacciato al radar APQ-40; l'armamento della nuova versione era costituito da razzi FFAR (armi supersoniche, calibro 70 mm) disposti in 4 gruppi da 6 razzi attorno al radar, nel muso. L'impiego dei razzi tuttavia creava problemi di visibilità all'equipaggio (a causa dei fumi di scarico). Per tale ragione, ad un certo punto, i razzi vennero installati in due pod da 12 razzi l'uno disposti sul bordo d'entrata alare: anche se, potenzialmente, tale soluzione poteva consentire di incrementare la potenza di fuoco del velivolo, spesso i lanciarazzi nel muso erano sostituiti da zavorra.
Il caccia intercettore F-94C venne prodotto in 387 esemplari tra il 1951 e il 1954. Rimase in servizio fino al 1959 ed operò nei reparti operanti sul territorio nazionale, nell'ambito del NORAD; per questi compiti le capacità di intercettazione garantite dal radar di bordo (non più di 30 km) erano integrate dai sistemi di terra (GCI, sigla di Ground-controlled interception) che avevano il compito di provvedere alla rilevazione della minaccia e di guidare i caccia verso il bersaglio.

## Versioni
I dati sulle versioni sono tratti da "www.uswarplanes.net".

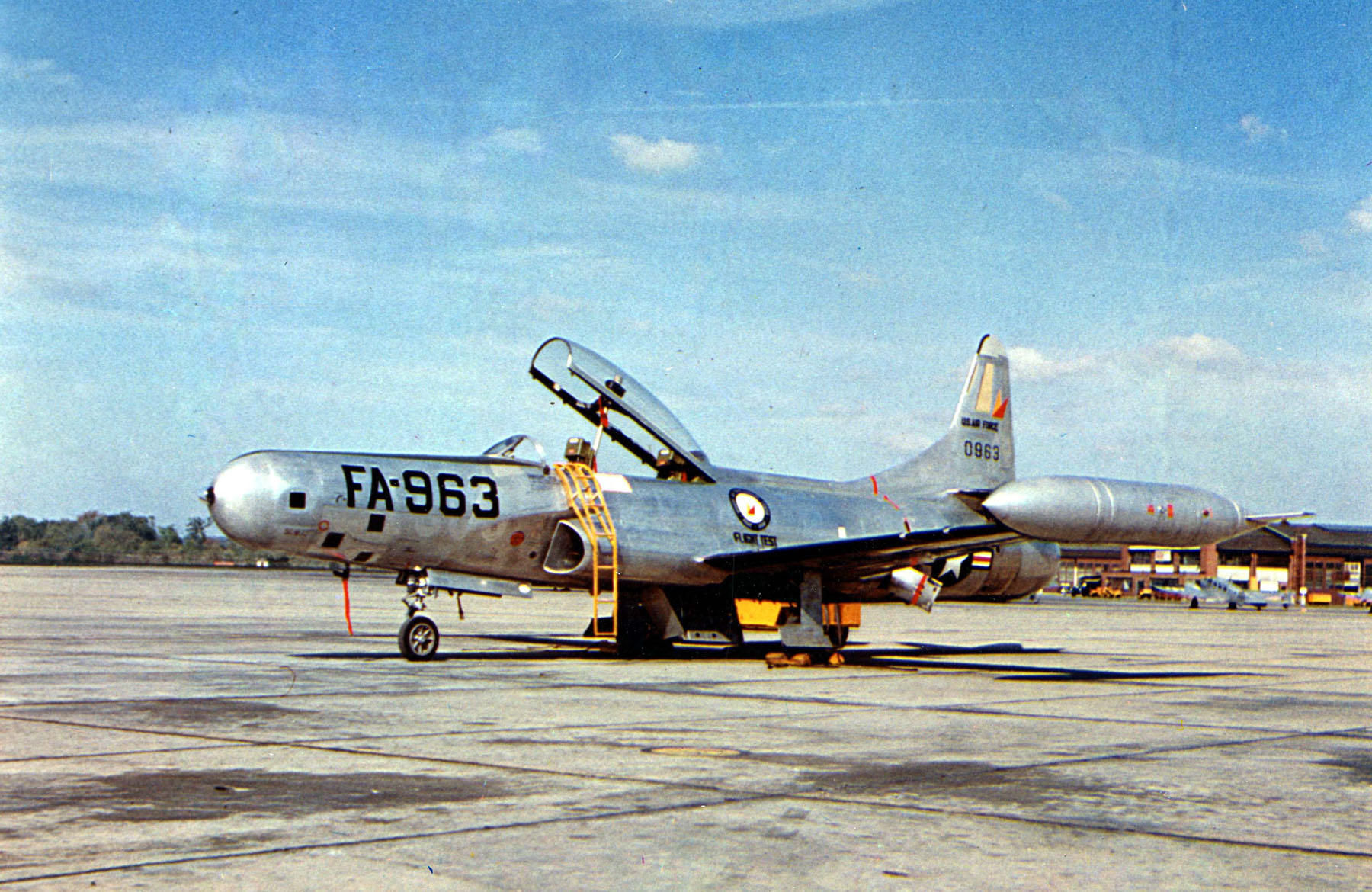
L'EF-94C, prototipo della versione da ricognizione.

- YF-94: prototipo con designazione interna Model 780. Conversione dall'addestratore ETF-80C (successivamente ribattezzato ET-33A; realizzato in due esemplari.
- F-94A: prima versione prodotta in serie, realizzata in 110 esemplari.
- YF-94B: prototipo basato sul F-94A con avionica migliorata, miglioramento del sistema idraulico e serbatoi posti alle estremità alari dalla maggiore capacità.
- F-94B: seconda versione di produzione in serie, basata sul YF-94B; realizzata in 355 esemplari.
- YF-94C: prototipo della terza versione basato sul F-94B; modificato con l'adozione di un motore Pratt and Whitney J48, pod equipaggiati con razzi posizionati sul bordo d'attacco dell'ala ed impennaggio con piani orizzontali a freccia. Originariamente designato YF-97A; ne furono realizzati due esemplari.
- F-94C: versione di produzione in serie basata sul YF-94C, modificata con l'allungamento del tronco della fusoliera nell'estremità di prua; l'armamento era costituito da 24 razzi alloggiati ad anello nel muso (oltre ai quali potevano essere impiegati anche i pod alari). Nella parte posteriore della fusoliera poteva essere ospitata un'installazione ventrale equipaggiata con razzi JATO (Jet-fuel Assisted Take Off, decollo assistito mediante razzi). Versione originariamente designata F-97A, realizzata in 387 esemplari.
- EF-94C: prototipo della versione da ricognizione proposta ma non avviata alla produzione in serie, caratterizzata dalla parte anteriore della fusoliera dotata di finestrelle per le rilevazioni fotografiche.
- YF-94D: prototipo della versione monoposto destinata al ruolo di caccia e supporto aereo ravvicinato basata sul F-94C; la realizzazione del velivolo venne abbandonata a causa della sospensione del programma.
- F-94D: versione di produzione in serie prevista basata sul YF-94D, con un ordine di 112 esemplari successivamente annullato senza che fosse stato realizzato alcun velivolo.

## Utilizzatori
Stati Uniti
- United States Air Force
- Air National Guard

## Modellismo
- (EN) F-80 Shooting Star F-94 Starfire T-33 Shooting Star, su Cybermodeler Online, http://www.cybermodeler.com, 27 febbraio 2011. URL consultato il 6 marzo 2011.
- (EN) Matt Bittner, Don Schmenk 1/144 Lockheed F-94C, su Internet Modeler, http://www.internetmodeler.com. URL consultato il 6 marzo 2011.

### Pubblicazioni
- (EN) STARFIRE - An All-weather, Rocket-armed Fighter for the U.S.A.F., in Flight, 11 luglio 1952. URL consultato l'11 marzo 2011.